# Ніколо-Комаровська сільська рада
Ні́коло-Комаро́вська сільська рада (рос. Ниоло-Комаровский сельский совет) — муніципальне утворення у складі Камизяцького району Астраханської області, Російська Федерація. Адміністративний центр — село Нікольське.

## Географічне положення
Сільська рада розташована у північно-західній частині району, по правому березі річки Волги. Територією сільради протікають Волга та її протоки — Жиротопний, Табола, Шалбуркін, Чилімний, Вагулів, Медянка, Бахчевий, Грачев та інші.

## Населення
Населення — 1402 особи (2010).

## Склад
До складу поселення входять такі населені пункти:
| Населений пункт  | Населення, осіб (2010) |
| ---------------- | ---------------------- |
| Комаровка, село  | 354                    |
| Моряків, селище  | 255                    |
| Нікольське, село | 793                    |

## Господарство
Провідною галуззю господарства виступає сільське господарство, представлене 4 селянсько-фермерськими господарствами та 1 сільськогосподарським підприємством — рибгосп «Дружба». У структурі угідь найбільшу площу займають пасовиська (40,5%), сінокоси (39,8%) та рілля (19,5%). Тваринництво займається розведенням великої рогатої худоби, свиней, овець, кіз, коней та птахів. Відповідно основною продукцією виступають м'ясо, молоко, шерсть та яйця. Рослинництво займається вирощуванням овочів, картоплі та кормових трав. У сільраді розвинено рибальство, працює риболовецький колгосп «Дружба».
Серед закладів соціальної сфери у центрі сільради діють 2 фельдшерсько-акушерських пункти, Нікольська середня школа та Комаровська початкова школа у загальному на 300 місць, 2 садочки (Нікольський на 20 місць, Моряцький на 25 місць), 2 сільські та 1 шкільна бібліотеки, 2 будинки культури у загальному на 320 місць. Діють також 11 магазинів.
Транспорт у сільраді представлений автомобільною дорогою Астрахань-Маячне та судноплавною річкою Волга. Загальна протяжність шляхів становить 27,6 км.